# St. Elisabeth (Elisabethszell)

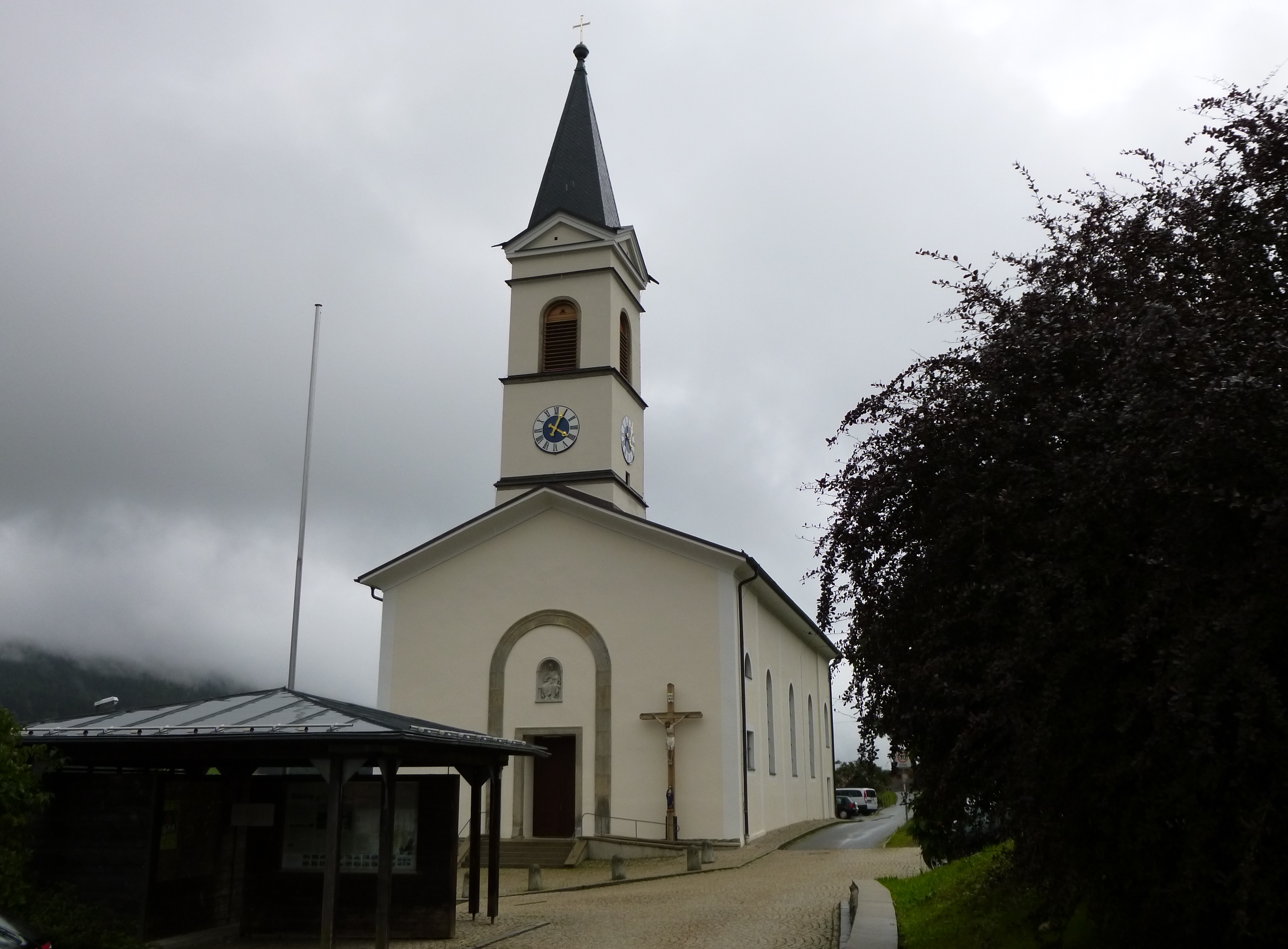
St. Elisabeth in Elisabethszell

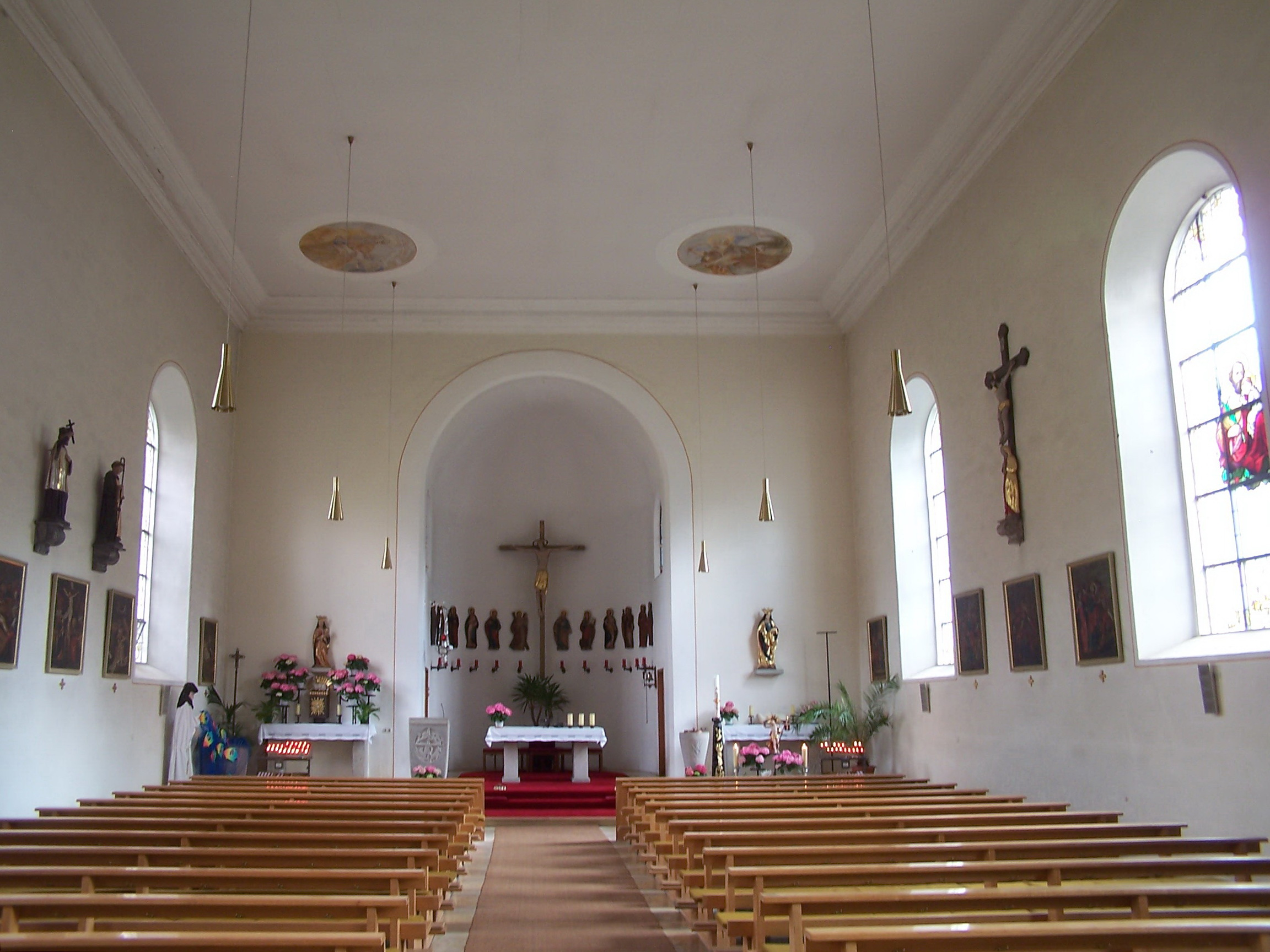
Innenraum

Die römisch-katholische Pfarrkirche St. Elisabeth steht in Elisabethszell, einem Gemeindeteil von Haibach im niederbayerischen Landkreis Straubing-Bogen. Sie ist in der Liste der Baudenkmäler in Haibach (Niederbayern) unter der Nummer D-2-78-129-15 eingetragen. Die Kirche gehört zum Dekanat Straubing-Bogen im Bistum Regensburg.

## Beschreibung
Die klassizistische Saalkirche wurde in den Jahren 1834 bis 1837 vom Königreich Bayern auf dem entwidmeten Friedhof errichtet. Sie besteht aus dem Langhaus, dem in das Langhaus eingebauten Chor im Süden, in dem der Altar aufgestellt ist, und der Sakristei an der Südwand des Chors. Das Portal befindet sich in der Fassade im Norden. Über dem nördlichen Joch des Langhauses erhebt sich ein quadratischer, mit einem spitzen Helm bedeckter Dachreiter, der die Turmuhr und den Glockenstuhl enthält. Die Kirche hat vier Glocken mit den Schlagtönen e´, fis´, a´ und cis´´. Die größte wiegt 1180 kg, die kleineren sind 670, 470 und 270 kg schwer.
Die Fertigstellung des Innenraums zog sich bis in die Jahre 1870 bis 1875 hin. Konsekriert wurde die Kirche von Bischof Ignatius von Senestrey am 11. Juli 1877.
Das Langhaus ist mit einer Flachdecke überspannt; in der in vier Feldern die vier Evangelisten dargestellt sind. Der Altarraum wurde 1966/67 neu gestaltet. Dazu gehört das große Kruzifix des Bildhauers Günter Mauermann (* 1938 in Friedland, Sudetenland) aus Weiden. Im Bogen der Apsis sind die Apostelleuchter und aus Holz geschnittene, flache Figuren der Apostel angebracht. Die Figuren sind Arbeiten ländlicher Kunst aus dem späten 17. Jahrhundert. Der Zelebrationsaltar und der Ambo mit den Symbolen der vier Evangelisten bestehen aus Granit, 1967 angefertigt von Steinmetzmeister Willi Kaiser aus Bogen, von dem auch den Taufstein stammt. Der Tabernakel steht links neben dem Übergang zur Apsis, darüber eine Madonna aus spätgotischer Zeit mit Jesuskind. Eine Statue der Kirchenpatronin, der heiligen Elisabeth von Thüringen, über dem rechten Seitenaltar ist ein Werk von Jakob Helmer, Regensburg, aus dem Jahr 1967.
Die Orgel wurde 1971 von Hermann Kloss gebaut.